# Javier Ruibal
Francisco Javier Ruibal de Flores Calero (El Puerto de Santa María, Cádiz, 15 de mayo de 1955), más conocido como Javier Ruibal, es un cantautor y arreglista español que combina estilos de flamenco, sefardí-magrebí, jazz y rock. 

## Trayectoria artística
Javier Ruibal ejerce como profesional desde 1978, dando numerosos conciertos tanto en su país como internacionalmente. Por la peculiaridad de su creación y sus formas plurales, suele ser invitado a dar conciertos en festivales de diferentes orientaciones, entre las que destacan el jazz y las músicas del mundo. En 2005 participó en el festival de música étnica Etnosur, donde compartió escenario con el uruguayo Jorge Drexler y el brasileño Leo Minax. En sus textos se nota una clara vinculación con los poetas españoles, en especial con los de la generación del 27 Rafael Alberti y Federico García Lorca, entre otros. 
Ha compuesto para el cine, colaborando en las películas Atún y chocolate (Pablo Carbonell), Lejos del mar (Imanol Uribe) y Arena en los bolsillos (César Martínez Herrada); para el programa de televisión Ratones coloraos, de Canal Sur; para los espectáculos de baile flamenco Carmen y Medusa la guardiana, de Sara Baras; y para diferentes producciones audiovisuales (El mar de la libertad, A galopar y Algeciras-Tánger) de la Diputación de Cádiz. También lo ha hecho para otros cantantes como Martirio, Ana Belén, Javier Krahe, Mónica Molina o Pasión Vega. El cantautor israelí David Broza eligió su canción Isla Mujeres como arranque de su disco homónimo.  
En otro orden artístico, Ruibal intervino como actor en la película Cuentos de las dos orillas, de Jesús Armesto.
En 2009, Javier Ruibal fue nombrado pregonero del Carnaval de Cádiz, ante lo que afirmó "sentirse más gaditano que nunca". Fue el segundo portuense que pregonaba la fiesta gaditana tras el poeta Rafael Alberti, en 1981. Ruibal ya había participado de manera secundaria en el pregón del año 2007, acompañando a Pasión Vega, una de las artistas para las que ha compuesto.
En 2016, Ruibal creó la discográfica Lo Suyo, que desde entonces edita y distribuye los discos suyos, los del grupo Glazz, capitaneado por su hijo Javi Ruibal, y de algunos artistas más.  En 2020 consigue el Premio Goya a la mejor canción original por su canción «Intemperie» de la película del mismo nombre de Benito Zambrano.

## Discografía oficial
- 1983: Duna
- 1986: Cuerpo celeste
- 1989: La piel de Sara
- 1994: Pensión Triana (en directo)
- 1997: Contrabando
- 2001: Las damas primero
- 2003: Sáhara (Compilación)
- 2006: Lo que me dice tu boca
- 2010: Pensión Triana (Nueva edición como disco-libro)
- 2011: Sueño (en directo, con la Orquesta de Córdoba)
- 2013: Quédate conmigo
- 2016: 35 aniversario (en directo)
- 2018: Paraísos mejores
- 2020: Ruibal
- 2022: De tu casa a la mía (con Uxía)
- 2023: Saturno Cabaret

## Reconocimientos
- Medalla de Andalucía: 2007[4]
- Premio Nacional de las Músicas Actuales[5]
- Premio Nacional de Cultura (2017)[6]
- Premio Goya a la mejor canción original (2020)[7]
- Tiene una calle a su nombre en El Puerto de Santa María (Cádiz).[8]